# Erik Silvester
Erik Silvester, bürgerlich Erik Herschmann (* 24. September 1942 in Briesen, Reichsgau Sudetenland; † 23. November 2008 in Köln) war ein deutscher Schlagersänger, Komponist, Texter und Produzent.

## Biografie

### Ausbildung
Erik Silvester absolvierte nach der Schule eine dreijährige Schauspielausbildung, die er mit dem Examen abschloss, und studierte anschließend Harmonie- und Kompositionslehre. Er spielte Gitarre, Bass, Klavier, Schlagzeug und Saxophon.

### Karriere
Seine erste Single Karina-Lu erschien 1960; einige seiner Lieder hat er fortan selbst komponiert. Im September 1967 erreichte seine Single Dann fiel die Tür zu Platz 26 der deutschen Charts. Seine größten Erfolge waren Ich seh’ die Mädchen gern vorübergehn (Juni 1969, Platz 16), Zucker im Kaffee (komponiert von Hans Blum; Oktober 1969, Platz 14) und Wenn die Trommel ruft, das im Februar 1976 Platz 11 der deutschen Charts belegte. Insgesamt wurden seine Werke seiner Website zufolge mehr als 25 Millionen Mal verkauft.
In den 70er-Jahren war er auch Gast in diversen Musiksendungen im Fernsehen, darunter mehrmals in der ZDF-Hitparade. Dann wurde es ruhiger um ihn. In den 1990er Jahren hatte er nochmals einige Titel aufgenommen, konnte allerdings nicht mehr an seine alten Erfolge anknüpfen.

### Privatleben und Tod
Erik Silvester war ab 1985 mit der Witwe des Rennfahrers Rolf Stommelen verheiratet.
Er starb im November 2008 im Alter von 66 Jahren nach kurzer Krankheit in Köln-Rodenkirchen an Herzversagen.

## Diskografie

### Singles(Auswahl)
- 1967: Dann fiel die Tür zu
- 1968: Susanna
- 1968: Du liebst nur einmal (Take Time to Know Her)
- 1969: Oh lala, sie hat rotes Haar
- 1969: Ich seh’ die Mädchen gern vorübergehn
- 1969: Zucker im Kaffee
- 1970: Bleib nicht einsam heut’ Nacht
- 1970: Skandal um Rosi (Colombe ivre) (nicht zu verwechseln mit Skandal im Sperrbezirk)
- 1971: Dein Platz in meinem Herzen
- 1971: Ich kenn’ ein Girl am Zuckerhut
- 1972: Vergiß deine Sorgen
- 1972: Bingo Bengo
- 1973: Der Sommer ist vorbei
- 1973: Ich hör’ überall Musik
- 1973: Marie, heut’ feiern wir ein Freudenfest
- 1975: Doch am Abend, da kommen die Träume
- 1975: Tanz den letzten Tanz
- 1975: Perdona me (Verzeih’ mir)
- 1976: Wenn die Trommel ruft
- 1976: Angelique, mein Täubchen
- 1990: Ich wünsch dir einen guten Stern
- 1997: Komm, tanz mit mir

### Alben(Auswahl)
- 1968: Oh lala
- 1969: Erik Silvester
- 1971: Dein Platz in meinem Herzen bleibt frei
- 1974: Eine Erik-Silvester-Party
- 1976: Du liebst nur einmal
- 1990: Zärtliche Berührung
- 1995: Verzeih’ mir meine Fehler
- 1997: Komm, tanz mit mir

### Kompilationen
- 1970: Das Beste von Erik Silvester
- 1977: Du liebst nur einmal[3]